# Фанло
Фанло (ісп. Fanlo) — муніципалітет в Іспанії, у складі автономної спільноти Арагон, у провінції Уеска. Населення — 149 осіб (2009).
Муніципалітет розташований на відстані близько 390 км на північний схід від Мадрида, 60 км на північний схід від Уески.
На території муніципалітету розташовані такі населені пункти: (дані про населення за 2009 рік)
- Буерба: 28 осіб
- Буїсан: 11 осіб
- Фанло: 42 особи
- Нерін: 28 осіб
- Віо: 10 осіб
- Єба: 19 осіб

## Демографія
Динаміка населення (INE ):